# William Frankland (alergólogo)
Alfred William Frankland (19 de marzo de 1912-2 de abril de 2020) fue un alergólogo e inmunólogo británico cuyos logros incluyeron la popularización del conteo de polen como una información relacionada con el clima para el público británico, especulaciones sobre los efectos de entornos de vida demasiado estériles, y la predicción de mayores niveles de alergia a la penicilina. Continuó trabajando durante varios años después de cumplir 100 años.

## Temprana edad y educación
Frankland nació en Battle, Sussex, Inglaterra. Su padre fue el reverendo Henry Frankland, de la ganadería de North Yorkshire, que en el momento del nacimiento de su hijo era cura de St. Mark's, Little Common, cerca de Bexhill-on-Sea, East Sussex, y en años posteriores era vicario en Cumberland. Su madre, Alice (Rose), era hija de Henry West, un exitoso ferretero de Barnsley. Él nació un gemelo idéntico; su hermano (el gemelo mayor por quince minutos), el Rev. John Ashlin Frankland, quien trabajó en Sierra Leona en la década de 1950, murió en 1995 a los 83 años. Tenían un hermano mayor, Basil, que ingresó al comercio de pieles en Canadá, y una hermana mayor, Ella, que murió a los 22 años en 1933. Frankland informó que el médico de familia fue ineficaz, y esto lo motivó a mejorar él mismo.
Su infancia la pasó en el Distrito de los Lagos, y asistió a la escuela preparatoria en Rossall School, la escuela primaria Grammar Carlisle y la escuela St Bees. Posteriormente estudió medicina en The Queen's College, Oxford y St. Mary's Hospital Medical School, ahora parte del Imperial College London.

## Servicio militar
Pasó los años de guerra 1939-45 en el Royal Medical Medical Corps; inicialmente en el Hospital Médico de Tidworth, luego se unió al Regimiento Royal Warwickshire. En 1942, fue capturado por los japoneses y retenido durante tres años y medio como prisionero de guerra (POW) en Singapur. Más tarde recordaría: "Médicamente, como prisionero de guerra, vimos condiciones que ahora se desconocen". Como prisionero de guerra, se vio obligado a proporcionar asistencia médica a las tropas japonesas, que Frankland creyó que le salvó la vida.

## Carrera académica de posguerra
En 1946, comenzó a trabajar a tiempo completo en el departamento de alergias del Hospital St. Mary's de Londres. Él y sus colegas realizaron una serie de ensayos de entre 25 000 y 30 000 pacientes, que probaron que las tabletas antihistamínicas no redujeron ni aumentaron la incidencia de asma de polen. Continuó contribuyendo artículos a revistas académicas más allá de su retiro oficial y luego de cumplir 100 años.

### Hipótesis de higiene
Él creía que el aumento de las alergias resulta del aumento de la limpieza y los niveles de higiene en la vida moderna, la llamada hipótesis de la higiene. Dijo que "No activamos nuestro sistema inmunológico desde el principio, estamos demasiado limpios. En la antigua Alemania Oriental, por ejemplo, con condiciones de trabajo y vivienda muy pobres, las personas eran menos alérgicas".

### Nivel de polen
Estuvo ansioso por proporcionar a los pacientes que vio en Londres información sobre el polen, como los niveles de polen en un día determinado y las épocas del año en que los niveles tenderían a ser más altos. El Hospital St. Mary's contrató a un botánico para ayudar a recopilar esta información y para complementar el trabajo sobre el recuento de polen que ya se está midiendo en Cardiff. Los conteos semanales de polen de Londres se enviaron a miembros de la Sociedad Británica de Alergia desde 1953 y se compartieron públicamente, a través de The Times y The Daily Telegraph, desde 1963.

### Autoexperimentación
También apoyó la idea de la desensibilización, una técnica que tiene como objetivo reducir el nivel de respuesta inmune a los alérgenos mediante dosis bajas repetidas de la sustancia a la que el paciente tiene alergia. En 1955, experimentó consigo mismo al ser mordido todos los días por el insecto chupasangre Rhodnius prolixus. Fue asistido en este trabajo por la London School of Hygiene & Tropical Medicine, que pudo suministrar insectos a los que él podía estar seguro de que nunca antes había estado expuesto. Las picaduras eventualmente provocaron una reacción anafiláctica severa.
Esta investigación contribuyó a comprender cuánto tiempo se necesitarían inyecciones de alérgenos para lograr la desensibilización. Los resultados variaron según el individuo, pero la inmunidad al polen se encontró en promedio después de tres años. La inmunidad a los alérgenos basados en veneno tardó más y se encontró en promedio después de cinco años.

### Colaboración con Alexander Fleming
Durante la década de 1950, sirvió como asistente de Alexander Fleming en el desarrollo de la penicilina. Los dos tenían una reunión diaria, pero debido a la falta de interés de Fleming en la medicina clínica, Frankland dijo que no podía recordar a un paciente que haya sido discutido. Él y Fleming también estaban preocupados por la resistencia antimicrobiana a la penicilina, y le atribuye a Fleming que dijo que la prescripción descuidada conduciría inadvertidamente a "la muerte del hombre".
En 1954, publicó "Profilaxis de la fiebre del heno y el asma de verano". El artículo informó los resultados de un ensayo en el que participaron 200 pacientes con antecedentes de sensibilidad al polen de gramíneas, la mitad tratados con vacunas activas y la otra mitad con vacunas inactivas de "control".
Los resultados sugirieron que las vacunas activas fueron mucho más efectivas para reducir los síntomas de alergia que los controles. El estudio se destacó por ser el primero en el campo que utilizó métodos controlados aleatorios y un enfoque estandarizado para cada paciente. El ensayo, junto con su trabajo en el recuento de polen, fue uno de los factores que contribuyeron a que recibiera el Premio EAACI Noon por sus importantes contribuciones a la inmunoterapia.

### Saddam Hussein
En 1979, trató al entonces presidente de Irak, Saddam Hussein. Contactado para visitar a un VIP en Bagdad que tenía problemas de asma, le aconsejó a Hussein que este no era el caso y que abandonara su hábito de 40 cigarrillos por día. Frankland dijo que "para mi arrepentimiento duradero, le dije que ese era su problema y que si continuaba, en otros dos años no sería jefe de Estado". Más tarde me enteré de que había tenido un desacuerdo con su secretario de estado en materia de salud, así que lo llevó afuera y le disparó. Tal vez tuve suerte".

### Jubilación
Se retiró de su trabajo en el Hospital St. Mary's, de 65 años, y luego se le ofreció un papel de consultoría no remunerado en el Departamento de Medicina del Hospital Guy. Trabajó en Guy sobre esta base durante otros veinte años en anafilaxia de maní y alergias pediátricas. Después de retirarse de Guy, continuó participando en la vida académica asistiendo a conferencias y publicando artículos en revistas.
En febrero de 2012, apareció como testigo experto en un tribunal británico. El acusado había afirmado que un accidente automovilístico en el que estaba involucrado fue causado por su pérdida de control luego de una picadura de abeja. Aunque Frankland estuvo de acuerdo con la defensa de que tal escenario era posible, opinó que las reacciones de respuesta tardía a las picaduras de abejas solo ocurren después de que hubieran síntomas iniciales luego de la picadura. En este caso, no hubo tales síntomas, y el acusado fue declarado culpable.
En 2015, apareció en un episodio de la serie de televisión BBC 2 Britain's Greatest Generation y como invitado en Desert Island Discs de BBC Radio 4. A la edad de 103 años, fue el invitado más viejo en Desert Island Discs. En junio de 2015, a la edad de 103 años, recibió un MBE por servicios de investigación de alergias. En julio de 2015 fue, a los 103 años, el receptor más antiguo de la insignia de la Orden de la Misericordia.
Continuó publicando; a los 100 años fue autor de "100 años de inmunoterapia con alérgenos", y más recientemente coautor de "Observaciones del teniente de vuelo Peach sobre el síndrome de pies ardientes en prisioneros de guerra del Lejano Oriente de 1942–45" en la revista QJM en 2016 (con 104 años).
En marzo de 2020, en una entrevista para su cumpleaños número 108, durante la pandemia de coronavirus, contó algunos recuerdos de la pandemia de gripe española de 1918. Frankland murió el 2 de abril de 2020 a la edad de 108 años. Según su hijo, Frankland murió de COVID-19.

## Asociaciones profesionales y caritativas

### Sociedad Británica de Alergia e Inmunología Clínica
En 1948, fue instrumental en la creación de la Asociación Británica de Alergólogos. Los oradores en la reunión inaugural de la Asociación incluyeron a Sir Henry Dale, farmacólogo y presidente de la junta de Wellcome Trust, y al Dr. John Freeman. En 1962, la Asociación se convirtió en la Sociedad Británica de Alergia, y Frankland fue presidente entre 1963 y 1966. La sociedad se convirtió en la Sociedad Británica de Alergia e Inmunología Clínica (BSACI) en 1973. 

### Asociación internacional de aerobiología
Frankland fue miembro fundador (en 1970) y presidente.

### Campaña de anafilaxia
Fue presidente de la Campaña de anafilaxia, la organización benéfica del Reino Unido por problemas graves de alergia.

## Legado
El Premio William Frankland por servicios sobresalientes en el campo de la alergia clínica se otorga cada año en la reunión anual de la Sociedad Británica de Alergia e Inmunología Clínica. La clínica de alergias en St Mary's Hospital se nombra en su honor.